# Валлотти, Франческо Антонио
Франческо Антонио Валло́тти (итал. Francesco Antonio Vallotti; 11 июня 1697, Верчелли — январь 1780) — итальянский музыкальный теоретик, композитор, педагог.
Родился в Верчелли. В 1716 вступил в орден францисканцев, в 1720 рукоположен в священный сан. Учился у Антонио Калегари (1656—1742) в Падуе, а в 1728 году получил там же место капельмейстера в церкви Святого Антония, которое занимал до самой своей смерти. В годы жизни был известен главным образом как автор духовной музыки (части мессы, латинские гимны, Вечерня). Многие из его музыкальных сочинений доныне не опубликованы.
Валотти — автор нескольких трудов о музыке. В наиболее значительном из них — «О научной теории и практике современной музыки» (т. 1–4, 1779; полностью опубликован в 1950) – предложил оригинальный метод неравномерной темперации: 6 квинт (фа – до – соль – ре – ля – ми – си) уменьшаются каждая на 1/6 пифагоровой коммы, остальные 6 квинт чистые. Темперация Валлотти, принципиально совпадающая с одной из темпераций, предложенных Т. Юнгом, ныне широко используется в «аутентичных» инструментальных интерпретациях музыки барокко.
Среди учеников Валлотти — аббат Фоглер и Л.А. Саббатини.